# Смилян (Болгария)
Смилян (болг. Смилян) — село в Болгарии. Находится в Смолянской области, входит в общину Смолян. Население составляет 1 691 человек.

## Политическая ситуация
В местном кметстве Смилян, в состав которого входит Смилян, должность кмета (старосты) исполняет Сафидин Исенов Чикуртев (независимый) по результатам выборов правления кметства в 2007 году.
Кмет (мэр) общины Смолян — Николай Тодоров Мелемов (Граждане за европейское развитие Болгарии (ГЕРБ)) по результатам выборов 2011 года, прежде кметом была Дора Илиева Янкова (Болгарская социалистическая партия (БСП)) по результатам выборов 2007 года в правление общины.